# Florian Frowein

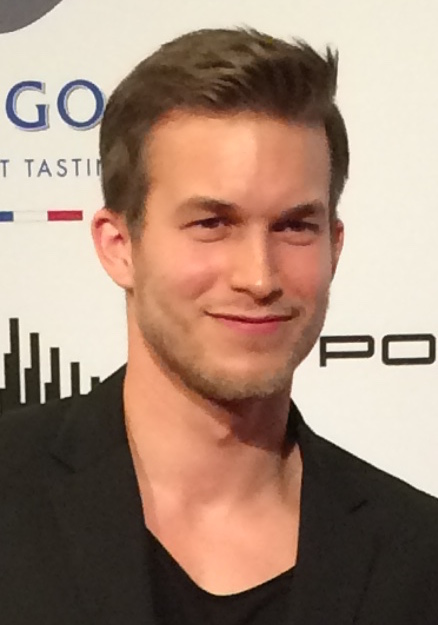
Florian Frowein (2015)

Florian Frowein (* 7. Mai 1988 in Wuppertal) ist ein deutscher Schauspieler.

## Leben
Florian Frowein sammelte von 2004 bis 2005 erste Schauspielerfahrungen bei Christoph Hilger, worauf von 2005 bis 2006 Workshops in „Sprecherziehung“ bei Anna Martini und „Schauspiel“ bei Andreas Durban folgten, ehe ihn sein Weg zum Verein TheaterLabor TraumGesicht e. V. führte. Dort erhielt Frowein von 2006 bis 2010 Unterricht in den Sparten „Schauspiel“, „Sprecherziehung“ und „klassische Rollengestaltung“ bei Wolfgang St. Keuter. Seit 2011 erweitert er seine Profession bei Manfred Schwabe und Hanfried Schüttler.
Erstmals stand Frowein im Jahr 2004 für die ZDF-Dokusoap Die harte Schule der 50er Jahre vor der Kamera, in der 24 Schüler in der zum Internat Salem gehörenden Burg Hohenfels in die Schulzeit der 1950er Jahre zurückversetzt wurden. 
Als Schauspieler hatte Frowein im Jahr 2007 in der Pilotfolge der Daily Soap Ahornallee seinen ersten Auftritt. Dem folgten ein Kleinauftritt im Fernsehfilm Frau Böhm sagt Nein sowie eine Nebenrolle in der Serie Das Haus Anubis. Einem breiten Publikum wurde er durch sein erstes durchgängiges Fernsehengagement in der ZDF-Telenovela Wege zum Glück – Spuren im Sand bekannt, wo er vom 8. Mai bis 28. September 2012 als Forstwirt Leon Schilling zu sehen war. Von 2015 bis 2019 besuchte er die Arturo Schauspielschule in Köln.
Von Juli 2017 bis März 2019 spielte er in der ARD-Serie Sturm der Liebe eine der Hauptrollen. Seine Rolle Boris Saalfeld kehrte anschließend 2019 und 2020 in Gastauftritten zurück. Von September 2019 bis Dezember 2020 verkörperte er in derselben Serie die Rolle des Tim Degen, der verschollene Zwillingsbruder von Boris, und bildete zusammen mit Léa Wegmann das Protagonistenpaar der 16. Staffel.
Neben seiner Schauspieltätigkeit absolvierte Frowein von 2008 bis 2011 eine Ausbildung zum Mediengestalter in Bild und Ton an der Macromedia Hochschule für Medien und Kommunikation in Köln. Zudem arbeitet er als Model und war im Zuge dessen bereits Werbegesicht einiger Kampagnen.
Seit 2022 spielt er die Rolle des Assistenzarztes Dr. Paul Eckart in der Krankenhausserie Bettys Diagnose.
Florian Frowein ist seit September 2019 geschieden und lebt aktuell mit der Schweizer Sängerin und ehemaligen Berlin – Tag & Nacht Schauspielerin Livia Mischel zusammen.

## Filmografie

### Fernsehen
- 2007: Ahornallee (Pilotfolge)
- 2009: Frau Böhm sagt Nein | Regie: Connie Walther
- 2011: Das Haus Anubis | Regie: Patrick Schlosser
- 2012: Wege zum Glück – Spuren im Sand | Regie: Klaus Witting u. a.
- 2013: Alles was zählt | Regie: Jurij Neumann u. a.
- 2013: Tabula Rasa – Unbeschriebenes Blatt | Regie: Stefanie Fuge
- 2014: Unbedacht | Regie: Tim Schröder
- 2014: Chakuza & RAF Camora| F-V-K-K | Regie: Shaho Casado
- 2014: Kurdo – Maurice | Regie: Shaho Casado
- 2015: Heldt | Regie: Heinz Dietz | ZDF
- 2017–2020: Sturm der Liebe
- 2019: Alarm für Cobra 11 – Die Autobahnpolizei (Folge: Brautalarm)
- 2021: In aller Freundschaft – Die jungen Ärzte (Folge: Leidenschaften)
- 2022: Inga Lindström – Fliehende Pferde in Sörmland[6]
- seit 2022: Bettys Diagnose
- 2023: Die Füchsin: Alte Sünden (Fernsehserie)

### Sonstiges
- 2008: Werbespot für Sinalco und Mars
- 2014: Werbespot für Pril – pur Gold | Regie: Sven Stausberg

## Theater
- 2008–2009: TheaterLabor TraumGesicht, Mühlheim – 99 Nächte (als Hauptmann)